# 윤태경 (트로트 가수)
윤태경은 대한민국의 남자 트로트 가수이다. 가수 윤서령의 아버지이다. 2012년 《누구와》로 데뷔하였으며, 〈뚫어뚫어〉, 〈잡아주세요〉등의 곡으로 청주시에서 가수 및 노래강사로 활동하고 있다. 본인 곡 〈아버지의 훈장〉을 직접 작사했으며, 전국노래자랑,가요무대등 공중파에도 출연하고 있다. 작사, 작곡도 하고 있다.

## 데뷔
- 2012년 《누구와》로 데뷔하였다.

## 앨범
- 2012.05.21. 정규 1집 《누구와》 수록곡 〈누구와〉,〈내편〉,〈 요사이〉,〈뜬 기분〉,〈불어와〉,〈 무작정 당신이 좋아〉,〈알다가도 모를사람〉,〈아버지의 훈장〉,〈아버지의 훈장 Ⅱ〉 (장르: 트로트, 발매사/기획사: RIAK)
- 2014.08.29. 싱글 《뚫어뚫어》 수록곡 〈뚫어뚫어〉,〈불어와〉 (장르: 트로트, 발매사: RIAK, 기획사: ㈜제이뮤직컴퍼니)
- 2018.01.22. 정규 2집 《잡아주세요 / 불어와》 수록곡 〈잡아주세요〉,〈불어와〉,〈알다가도 모를 사람〉,〈뚫어뚫어〉,〈누구와〉,〈내 편〉,〈요사이〉,〈뜬 기분〉,〈무작정 당신이 좋아〉,〈아버지의 훈장 1〉,〈아버지의 훈장 2〉 (장르: 트로트, 발매사: RIAK, 기획사: - )
- 2018.04.01. 컴필레이션(옴니버스) 《황금빛가요쇼》수록곡〈잡아주세요〉,〈뚫어뚫어〉,〈묻지마세요〉,〈이력서〉,〈연모〉,〈남자라는 이유로〉,〈미운사내〉,〈꽃피고 새울면〉,〈사랑도 모르면서〉,〈천년화〉,〈사랑껌〉,〈가지마〉,〈돌리도〉,〈아모르파티〉,〈소풍같은 인생〉,〈못잊을 사랑〉,〈연하의 남자〉,〈보약같은 친구〉,〈옛날 애인〉,〈광대〉(장르: 트로트, 발매사: RIAK, 기획사: 모아뮤직)

## 활동
- 2014년 8월 29일 싱글 《뚫어뚫어》를 발표했다. 1집 타이틀곡 〈알다가도 모를 사람〉으로 힘차게 달려온 윤태경은 〈아버지의 훈장〉을 직접 작사했다. 〈뚫어뚫어〉는 히트곡 메이커 홍진영의 곡으로 빠른 템포와 긍정적 가사로 힘들어하는 많은 이들에게 희망을 선물한다.[1]

## 행사
- 2022.10.02. 《2022 청원생명축제 - CJB JOY FM '파워 콘서트'》초대가수

## 수상
- 2013년 《제7회 가요작가의 날》 공로가수상
- 2013년 《제2회 한국대중가요발전협회 대상》 신인상